# Дом Радио (Санкт-Петербург)
Дом Радио — памятник архитектуры в Санкт-Петербурге, на Итальянской улице , д. 27

## История здания
Здание на углу Малой Садовой и Итальянской улиц было построено в 1912—1914 годах в стиле неоклассицизма для Санкт-Петербургского Благородного собрания по проекту архитекторов братьев Косяковых — Василия Антоновича, Владимира Антоновича и Георгия Антоновича.
В годы Первой мировой войны, с 6 декабря 1914 года, в здании размещается лазарет японского отряда Красного Креста. В декабре 1915 года на втором этаже здания обустраивается временная православная церковь святого Николая Чудотворца. После ухода японцев госпиталь стал российским и находился по этому адресу до 1917 года.
В 1918 году здание заняло организация «Пролетарская культура». В 1924 году в здании открылся кинотеатр «Колосс». В 1933 году Ленинградский Пролеткульт и кинотеатр покинули дом бывшего Благородного собрания, и его заняло Ленинградское радио; компания «Радио Петербург» занимает его и в настоящее время.

### Радио в блокадном Ленинграде
Ленинградское радио не прерывало своё вещание в блокадном городе. Радио было для ленинградцев единственным источником информации, способным поддержать людей. Радио опровергало фашистскую пропаганду и рассказывало об успехах на рубежах защиты Ленинграда. Как говорила Ольга Берггольц: «Нигде радио не значило так много, как в нашем городе в дни войны». 
Помимо Ольги Берггольц, у микрофонов Ленинградского радио в дни войны выступали Всеволод Вишневский, Николай Тихонов, Дмитрий Шостакович, Мария Юдина, Мария Петрова, журналисты Моисей Блюмберг, Лазарь Маграчёв, Матвей Фролов и другие.
Журналисты Ленинградского радио для записи репортажей выезжали на фронт.
9 августа 1942 года состоялась премьера Седьмой симфонии Дмитрия Шостаковича, и Ленинградское радио вело трансляцию концерта из Большого зала Ленинградской филармонии. 

### Современность
В здании работают «Радио Петербург» и звукозаписывающая студия, а также Музей Дома Радио. 
С 2004 года здесь работала студия прямого эфира телепрограммы «Человек в большом городе», позднее — «Открытая студия» 5-го канала. С осени 2017 по апрель 2022 года — «Открытая студия» канала 78. 
Ряд помещений в качестве репетиционных площадок раньше арендовали музыкальные коллективы города. В здании репетировали Эстрадно-симфонический оркестр Ленинградского телевидения и радио имени В. П. Соловьева-Седого, позднее переименованный в Губернаторский симфонический оркестр Санкт-Петербурга, оркестр Михайловского театра, Санкт-Петербургский государственный академический симфонический оркестр, Детский хор телевидения и радио Санкт-Петербурга, Музыкальный театр детей Марины Ланда. 
С июня 2019 года Дом Радио является официальной резиденцией  оркестра, хора и творческой лаборатории MusicAeterna под руководством дирижёра Теодора Курентзиса.
На данный момент практически все помещения Дома радио находятся в управлении MusicAeterna.
В марте 2024 года Дом Радио закрылся на реставрацию, которая продлится до 2026 года. 
|                            |                            |                              |                                        |                                               |
| Дом Радио, фрагмент фасада | Дом Радио, фрагмент фасада | Дом Радио, вывеска при входе | Мемориальная доска на стене Дома Радио | Мемориал Ольге Берггольц на входе в Дом Радио |